# Marcella Maltais
Pour les articles homonymes, voir Maltais (homonymie).
Marcella Maltais est une artiste peintre canadienne née à Chicoutimi le 9 octobre 1933 et morte à Québec le 19 septembre 2018.

## Biographie

### Enfance et formation

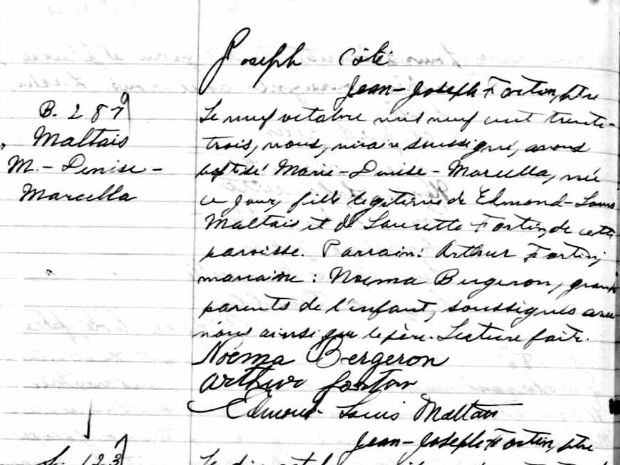
Acte de baptême de Marcella Maltais, 9 octobre 1933.

Marie Denise Marcella Maltais est née à Chicoutimi en 1933. Elle est la fille d'Edmond Louis Maltais et de Laurette Fortin. En 1937, sa famille déménage à Rivière-du-Loup, où elle passe une enfance heureuse marquée cependant par le décès de sa sœur cadette. En 1943, sa famille s'établit à Québec. En 1946, durant ses études secondaires, elle suit les cours pour enfants du samedi de l'École des Beaux Arts, où elle rencontre Jean-Paul Lemieux. À la fin de ses études en 1949, elle travaille dans des bureaux professionnels le jour et s’inscrit aux cours du soir et aux cours libres de l'École des Beaux Arts, où enseigne Jean Dallaire. C'est lui qui la motive et l'influence durant cette période qui marque le début de sa carrière.

### Débuts
En 1953, avec deux amies artistes, Marcella Maltais loue un atelier au 7 de la rue des Remparts et expose quelques œuvres au Café de la Paix, lieu fréquenté par les intellectuels et les artistes de la ville. Durant l'été en 1953, elle peint dans la région de Charlevoix et à l'île d'Orléans en compagnie de ses amis François Soucy, Claude Picher, Edmund Alleyn et J. Lebœuf. En mars 1955, dans le foyer du Palais Montcalm de Québec, elle fait une première exposition de groupe avec Pierrette Fillion, Jeanne Belleau, Élyane Roy et Micheline Drouin.

### Hydra et le retour à la figuration

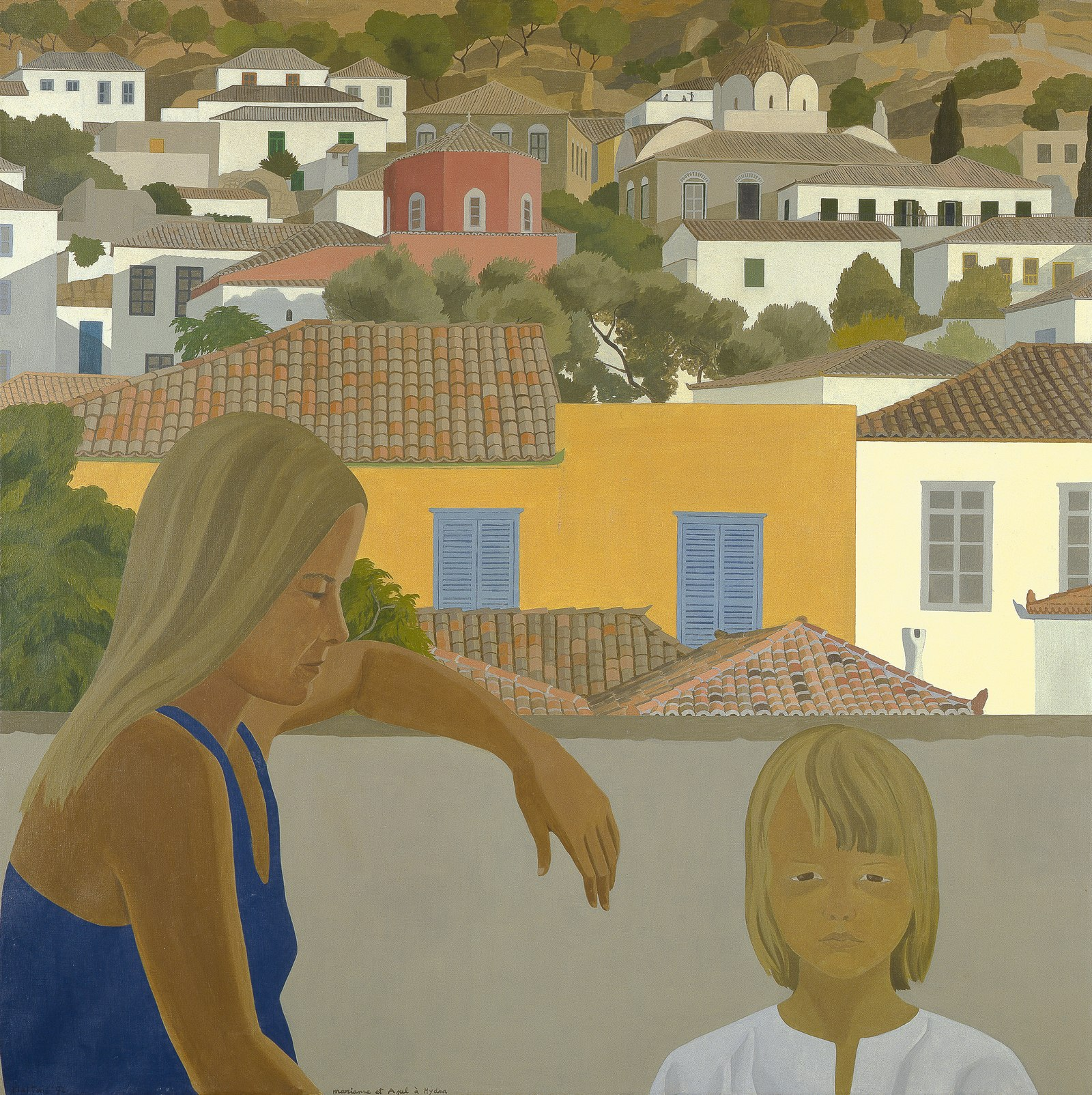
Marianne et Axel à Hydra, 1972, Huile sur toile, Hydra, Grèce

En 1960, lors d'un premier voyage en Grèce, elle découvre l'île d'Hydra, en mer Égée, et est marquée par sa lumière et sa faune artistique. Elle y fait la rencontre du peintre grec Yannis Tsarouchis et développe une amitié avec les peintres et écrivains Leonard Cohen, Mários Loïzídis, Margarita Liberaki, Mélusine Claudel et Adreas Phocas.
Elle y achète une maison en ruine qu'elle restaure afin de la transformer en atelier et dans laquelle elle séjourne plusieurs mois par an. Ses tableaux deviennent alors plus clairs, mais l'abstraction la mène à un mur, elle fait le tour et se retrouve dans une impasse,,.
En 1968, devant sa fenêtre, un paysage lumineux s'impose. Machinalement, elle prend ses pinceaux et peint la lumière de ce paysage : c'est une révélation. Dans ses Notes d'atelier, elle écrit : « Quelle découverte primordiale et simple, et comme en vain je cherchais dans les tréfonds de mon angoisse ce qui était là, tout près, de ma fenêtre sur le monde. »
Elle redécouvre le goût de peindre et retourne à la peinture figurative qui priorise la lumière.
En 1971, invitée par Hydro-Québec à Manic 5 elle y réalise un grand diptyque du barrage. Lors d'un voyage à Matonipi, en 1995, elle est éblouie par la vue aérienne du paysage nordique et la lumière qui s'en dégage. L'année suivante, elle termine une série de 20 toiles intitulée « Taïga ». Ce polyptyque, ainsi que plusieurs autres, où la lumière est l'objet principal, se retrouvent dans des collections privées, dont La marche du soleil, polyptyque de sept tableaux peint en Grèce, de même que Au quai de Jemmapes, triptyque de trois tableaux, sur sa vision de Paris et la Seine.
La peinture et les écrits de Marcella Maltais ouvrent un débat sur la place de la figuration dans l'art actuel en se situant à contre-courant des tendances picturales du moment,,,. Convaincue de la pertinence de sa démarche artistique, elle poursuit son œuvre qui ne cesse d'évoluer dans la touche et la couleur. Dans cette recherche, sa nouvelle peinture est appuyée par de nombreux mécènes et collectionneurs.[réf. nécessaire]
Ses œuvres se trouvent dans un grand nombre de collections corporatives et privées, ainsi que dans des musées et institutions publiques.[réf. nécessaire]

## Expositions
- 1956 - Galerie l'Actuelle, Montréal
- 1957 - François Soucy et Marcella Maltais, Musée des beaux-arts de Montréal, Montréal
- 1858 - Galerie Denyse Delrue, Montéal
- 1960 - Galerie Agnès Lefort, Montréal
- 1961 - Galerie Nees Morphes, Athènes, Grèce
- 1962 - Galerie Agnès Lefort, Montréal
- 1963 - Cameron Gallery, Toronto
- 1964 - Galerie Camille Hébert, Montréal
- 1966 - Galerie Soixante, Montréal
- 1967 - Atlantic Provinces Art circuit
- 1969 - Galerie Pierre Domec, Paris
- 1972 - Galerie l'Apogée, St-Sauveur
- 1972 - Centre culturel canadien, Paris
- 1978 - Galerie Obliques, Paris 1978 - Centre culturel canadien, Paris
- 1979 - Centre culturel de l'ouest Aquitaine, Bordeaux
- 1980 - Galerie Obliques, Paris 1980 - Galerie Walter Klinkhoff, Montréal
- 1984 - Services culturels du Québec, Paris 1984 - Galerie Walter Klinkhoff, Montréal
- 1986 - Centre culturel canadien, Paris
- 1986-1988 - Paris, Honfleur, Anjou
- 1989 - Galerie d'art Lavalin
- 1989 - Musée du Saguenay-Lac-Saint-Jean
- 1989 - Moulin seigneurial de Pointe-du-Lac, Pointe-du-Lac
- 1989 – Galerie Walter Klinkhoff, Montréal
- 1989 – Galerie Francis-Alexandre, Ottawa 1991 - Galerie Madeleine Lacerte, Québec
- 1991 - Galerie Francis Alexandre, Ottawa
- 1992 - Festival de peinture, Mascouche
- 1997 - Musée du Bas-Saint-Laurent, Rivière-du-Loup
- 2000 - Galerie Artimus, Paris
- 2000 - Grand Théâtre d'Angers
- 2001 - Galerie Artimus, Paris
- 2002 - Voyage au bout de la Seine et Taiga exposés à Paris
- 2006 - Galerie Montcalm, Gatineau 2010 - Maison Hamel-Bruneau, Québec

### Expositions collectives
- 1955 - Palais Montcalm, Québec
- 1959 - « Aspects de la peinture canadienne », New York
- 1960 - Exposition du prix Guggenheim, New York
- 1964 - Biennale de Paris
- 1966 - Festival des Arts plastiques sur la Côte d'Azur
- 1970 - « Six peintres de Montréal », Paris

## Collections publiques
- Musée d'art contemporain de Montréal
- Musée des beaux-arts de Montréal
- Musée national des beaux-arts du Québec[16]
- Musée des beaux-arts du Canada[17]
- Musée d'art de Joliette
- Musée des beaux-arts de Sherbrooke
- Musée du Bas-Saint-Laurent, Rivière-du-Loup
- Loto-Québec
- Hydro-Québec
- Ville de Gatineau
- Art Gallery. Toronto
- Art Gallery, Winipeg

## Publications
- Les aventures de Bec d'Aigle, le cerf-volant du Brésil, Athènes, Éditions Dorikos, 1985
- Notes d'atelier, Éditions du Beffroi, 1991
- L'Hôtel crève-cœur; Éditions du Lac, Tirage limité à 1000 ex. dont 10 ex. (num. 1 à 10) sont signés par l'artiste[18]
- Rivière-du-Loup couleur sépia, Éditions du Lac, 1997[19]

## Prix
- 1955 - Prix du Québec
- 1959 - Montréal : Prix de la jeune peinture
- 1960 - Montréal : prix du Club des Arts
- 1960 - Vichy : Prix de l'Exposition internationale féminine
- 1960 et 1963- Bourses du Conseil des Arts du Canada

## Entrevues à la télévision
- 1991 - Radio-Canada, La bande des six, Jean Claude Leblond
- Janvier 1992 - Jean-Noël Tremblay, Radio-Canada
- Janvier 1992 - Robert Bernier, Radio-Canada
- 29 septembre 1992 -Télé Québec, Télé Service,
- 26 octobre 1993 - TV 5
- 4 décembre 1994 - Radio-Canada, En toute liberté
- Novembre 1995 - Sous la couverture, Radio-Canada

## Entrevues à la radio
- 1988 - Invité à France-Culture pour une série de cinq entretiens de trente minutes. Ces entretiens seront diffusés à Radio-Canada en 1989